# Zaozerne (obwód wołyński)
Zaozerne (ukr. Заозерне; do 1963 roku Pereszpa) – wieś na Ukrainie, w obwodzie wołyńskim, w rejonie kowelskim. 
W II Rzeczypospolitej miejscowość wchodziła w skład gminy wiejskiej Zgorany w powiecie lubomelskim, w województwie wołyńskim. 
Do 2020 w rejonie lubomelskim. 